# Шевалье, Антуан-Рудольф
Антуа́н-Рудо́льф Шевалье́ (16 марта 1523 (в ЭСБЕ годом рождения ошибочно указан 1507) — октябрь 1572) — французский протестант, переводчик, гебраист, знаток еврейского языка.

## Биография
Родился в Вире, Нормандия, изучал иврит в Париже. Вынужденный вследствие религиозных преследований покинуть родину, он бежал в Англию, где преподавал французский язык будущей королеве Елизавете.
С 1559 до 1567 года преподавал еврейский язык в Страсбурге и Женеве; вернулся во Францию и снова бежал в Англию, где с 1568 года преподавал в Кембридже. В 1570 году получил от Кентерберийского аббатства пребенду, а 24 марта 1572 года — двухлетний отпуск. Он вернулся в Париж, во время Варфоломеевской ночи бежал на Гернси, надеясь вернуться в Англию, но вскоре умер.
Он написал «Rudimenta hebraïcæ linguae» (1560); ему же принадлежат несколько переводов с еврейского на латинский и эпитафия Кальвину на еврейском языке.